# The Best Damn Thing
A The Best Damn Thing Avril Lavigne harmadik albuma, amely 2007 áprilisában jelent meg világszerte. 2007-ben az IFPI szerint, a The Best Damn Thing volt a negyedik legkelendőbb lemez világszerte, és a Sony BMG legkelendőbb albuma. 2007. június 15-én platina lett a RIAA által, 2010 májusáig több mint 7 millió példányt adtak el.

## Az album dalai

### Szabványos kiadás
1. Girlfriend (Avril Lavigne, Lukasz Gottwald) – 3:36
2. I Can Do Better (Avril Lavigne, Lukasz Gottwald) – 3:15
3. Runaway (Avril Lavigne, Lukasz Gottwald, Kara DioGuardi) – 3:48
4. The Best Damn Thing (Avril Lavigne, Butch Walker) – 3:09
5. When You’re Gone (Avril Lavigne, Butch Walker) – 4:00
6. Everything Back but You (Avril Lavigne, Butch Walker) – 3:02
7. Hot (Avril Lavigne, Evan Taubenfeld) – 3:23
8. Innocence (Avril Lavigne, Evan Taubenfeld) – 3:52
9. I Don’t Have to Try (Avril Lavigne, Lukasz Gottwald) – 3:17
10. One Of Those Girls (Avril Lavigne, Evan Taubenfeld) – 2:55
11. Contagious (Avril Lavigne, Evan Taubenfeld) – 2:09
12. Keep Holding On (Avril Lavigne, Lukasz Gottwald) – 4:01

### iTunes kiadás
1. I Will Be (Gottwald, Lavigne, Max Martin) – 3:59

### Japán kiadás
1. Alone (Gottwald, Lavigne, Martin) – 3:13
2. Girlfriend [videóklip]

### Speciális kiadás
A bónusz DVD-n található:
1. A The Best Damn Thing készítése
2. Fotógaléria

## Kislemezek
- A „Girlfriend” című szám volt az album első kislemeze, amit Dr. Luke-kal készíttet, a dal hatalmas siker a Billboard Hot 100-on 1. lett és még tizenkét országban volt listavezető, például, Ausztrália, Kanada vagy Japán, ez volt 2007-ben az egyik legtöbbet eladott kislemez. 2008 júliusáig a klip volt a legnézettebb YouTube videó. Egy remix is készült Lil Mama-val.
- A „When You're Gone” volt az album második kislemez. 2007. június 19-én jelent meg, amikor még a Girlfriend még mindig rajta volt listákon. 2007 nyarán hatalmas sláger lett a ballada az Egyesült Királyságban és máshol. Amerikában közel volt a top20 eléréséhez, az európai listán 4. lett és a húszon belül volt legalább tizenhárom országban. Van egy akusztikus verziója a kiadott deluxán.
- A „Hot” volt az album harmadik kislemez, 2007 októberében jelent meg, írta Avril Lavigne és Evan Taubenfeld. A szöveg Lavigne érzéseit mutatja egy srác iránt, aki forró teszi, a videó mai napig a legsexisebbre sikerült klipje. Amerikában ez volt az egyik legsikertelenebb kislemez, mert csak 95. lett, de bekerült a top10-be Kanadában és Japánban, top20-ba Ausztráliában. Megjelent egy japán és mandarin változat is Ázsiában.
- Az album negyedik kislemeze a „The Best damn Thing” volt. 2008. június 13-án jelent meg, a producer Butch Walker volt, a dal erős pop-punk és tinilányos téma van benne. "Innonence" megjelent Olaszországban, mint rádiós kislemez és felkerült a listára Kanadában, népszerű volt a rajongók között.

## Helyezések
A "The Best Damn Thing" első volt Amerikában, az Egyesült Királyságban, Kanadában, Ausztráliában, Japánban, Tajvanon... Több, mint 20 országban debütált első helyen.

## Ranglisták
| Chart (2007)                              | Peak position |
| ----------------------------------------- | ------------- |
| Australian ARIA Albums Chart              | 2             |
| Austrian Albums Chart                     | 1             |
| Belgium Albums Top 50                     | 9             |
| Canadian Albums Chart                     | 1             |
| Macedonian Albums Top 40                  | 5             |
| Dutch Albums Chart                        | 8             |
| Finland Albums Top 40                     | 8             |
| France Albums Top 150                     | 3             |
| Germany Albums Chart                      | 1             |
| Greek IFPI Albums Chart                   | 1             |
| Irish Albums Chart                        | 1             |
| Italian Albums Chart                      | 1             |
| Japanese Oricon Albums Chart              | 1             |
| Mexican Top 100 Albums Chart              | 2             |
| Mexican Top 20 International Albums Chart | 1             |
| Netherlands Albums Chart                  | 1             |
| New Zealand Albums Top 40                 | 2             |
| Norway Albums Top 40                      | 18            |
| Polish "OLIS" Albums Chart                | 4             |
| Portugal Albums Top 30                    | 9             |
| Spain Albums Chart                        | 2             |
| Sweden Albums Top 60                      | 6             |
| Switzerland Hit parade Top 100 Album      | 1             |
| UK Albums Chart                           | 1             |
| U.S. Billboard 200                        | 1             |
| End of year chart (2007)                  | Position      |
| German Albums Chart                       | 20            |

| Country                     | Certification | Sales/shipments |
| --------------------------- | ------------- | --------------- |
| Argentína (CAPIF)           | Gold          | 20,000          |
| Australia (ARIA)            | 2× Platinum   | 140,000         |
| Brazil (ABPD)               | Platinum      | 70,000          |
| Canada                      | 2x Platinum   | 279,000         |
| Germany(IFPI)               | Gold          | 100,000         |
| Greece (IFPI)               | Platinum      | 36,000          |
| Hungary (MAHASZ)            | Platinum      | 10,000          |
| Indonesia (LIMA)            | Platinum      | 210,000         |
| IFPI European Awards (IFPI) | Platinum      | 1,000,000       |
| Italy (FIMI)                | 3x Platinum   | 200,000         |
| Japan (RIAJ)                | Diamond       | 1,100,000       |
| Mexico (AMPROFON)           | Platinum      | 150,000         |
| New Zealand (RIANZ)         | Platinum      | 15,000          |
| Philippines (PARI)          | 3x Platinum   | 50,000          |
| Poland (Zpav/Olis)          | Gold          | 10,000          |
| Russia                      | 4× Platinum   | 80,000          |
| South Korea (RIAK)          | 2x Platinum   | 28,000          |
| Switzerland                 | Platinum      | 30,000          |
| Taiwan (G-Music/Five Music) | 2x Platinum   | 40,000          |
| UK (BPI)                    | Platinum      | 350,000         |
| U.S (RIAA)                  | Platinum      | 1,600,000       |

## Díjak és jelölések
| Year | Awards ceremony              | Award                           | Results  |
| ---- | ---------------------------- | ------------------------------- | -------- |
| 2007 | MTV Europe Music Awards      | Album of the Year               | Jelölve  |
| 2007 | Paja Awards                  | Album of the Year               | Jelölve  |
| 2007 | PortalMix.com (Spain)        | International Album of the Year | Elnyerte |
| 2007 | Premios Oye!                 | Main English Record of the Year | Jelölve  |
| 2008 | Juno Awards                  | Album of The Year               | Jelölve  |
| 2008 | MTV Video Music Awards Japan | Best Album Of The Year          | Jelölve  |
| 2008 | Japan Golden Disc Awards     | Album of the Year               | Elnyerte |
| 2008 | Japan Golden Disc Awards     | Best 3 Albums                   | Elnyerte |

## Kiadások
| Date           | Region                    | Label                    |
| -------------- | ------------------------- | ------------------------ |
| April 13, 2007 | Belgium                   | Sony Music Entertainment |
| April 13, 2007 | Németország               | Sony Music Entertainment |
| April 13, 2007 | Olaszország               | Sony Music Entertainment |
| April 13, 2007 | Hollandia                 | Sony Music Entertainment |
| April 13, 2007 | Írország                  | Sony Music Entertainment |
| April 14, 2007 | Ausztrália                | Sony Music Entertainment |
| April 14, 2007 | Új-Zéland                 | Sony Music Entertainment |
| April 15, 2007 | Közel-Kelet               | Sony Music Entertainment |
| April 15, 2007 | Dél-Afrika                | Sony Music Entertainment |
| April 16, 2007 | Brazília                  | Sony Music Entertainment |
| April 16, 2007 | Franciaország             | Sony Music Entertainment |
| April 16, 2007 | Hong Kong                 | Sony Music Entertainment |
| April 16, 2007 | Indonézia                 | Sony Music Entertainment |
| April 16, 2007 | Malajzi                   | Sony Music Entertainment |
| April 16, 2007 | Fülöp-szigetek            | Sony Music Entertainment |
| April 16, 2007 | Lengyelország             | Sony Music Entertainment |
| April 16, 2007 | Oroszország               | Sony Music Entertainment |
| April 16, 2007 | Szingapúr                 | Sony Music Entertainment |
| April 16, 2007 | Egyesült Királyság        | RCA Records              |
| April 17, 2007 | Argentína                 | Sony Music Entertainment |
| April 17, 2007 | Kanada                    | Sony Music Entertainment |
| April 17, 2007 | Finnország                | Sony Music Entertainment |
| April 17, 2007 | Görögország               | Sony Music Entertainment |
| April 17, 2007 | Mexikó                    | Sony Music Entertainment |
| April 17, 2007 | Spanyolország             | Sony Music Entertainment |
| April 17, 2007 | Tájván                    | Sony Music Entertainment |
| April 17, 2007 | Amerikai Egyesült Államok | RCA Records              |
| April 17, 2007 | Venezuela                 | Sony Music Entertainment |
| April 18, 2007 | Japán                     | Sony Music Japan         |
| April 18, 2007 | Norvégia                  | Sony Music Entertainment |
| April 18, 2007 | Svédország                | Sony Music Entertainment |